# Lipotriches obscura
Lipotriches obscura är en biart som först beskrevs av Raymond Benoist 1964.  Lipotriches obscura ingår i släktet Lipotriches och familjen vägbin. Inga underarter finns listade i Catalogue of Life.